# A.H.-Heineken-Preis für Geschichte
Der A.H.-Heineken-Preis für Geschichte ist ein seit 1990 alle zwei Jahre von der Königlichen Niederländischen Akademie der Wissenschaften vergebener Wissenschaftspreis in Geschichtswissenschaft.
Der Preis war ab 1994 mit 150.000 fl dotiert. Seit dem Jahr 2000 erhalten die Preisträger 150.000 US-Dollar als Preisgeld, seit 2014 200.000 US-Dollar. Seit 2010 wird zusätzlich der mit 10.000 Euro dotierte Heineken Young Scientists Award an Nachwuchsforscher vergeben.

## Preisträger
- 1990 Peter Gay
- 1992 Herman Van der Wee
- 1994 Peter R.L. Brown
- 1996 Heiko Augustinus Oberman
- 1998 Mona Ozouf
- 2000 Jan de Vries
- 2002 Heinz Schilling
- 2004 Jacques Le Goff
- 2006 Joel Mokyr
- 2008 Jonathan Israel
- 2010 Rosamond McKitterick
- 2012 Geoffrey Parker
- 2014 Aleida Assmann
- 2016 Judith Herrin
- 2018 John R. McNeill
- 2020 Lorraine Daston
- 2022 Sunil Amrith